# Ясухико Кимура
Ясухико Генку Кимура (роден през 1954 г.) е японски философ, писател и лектор. Той е интегрален философ, акцентиращ на интегралната духовна философия и наука. Книгите, които е написал включват „Книгата на Баланса“ (превод на „Тао Тех Чинг“ на Лао Дзъ), „Мисли космически, действай глобално“, „Манифест на здрача“, „Добродетели на любовта“ и др. Кимура е роден в Япония и живее в Съединените щати от 1983 г. Той е основателя на Зрение-В-Действие, национално дружество, чиято мисия е да "провокира мислене, което вдъхновява към действие и поражда цялостност, и пълнота. Кимура е бивш изпълнителен директор на Twilight Club.
|  | Тази страница частично или изцяло представлява превод на страницата Yasuhiko Kimura в Уикипедия на английски. Оригиналният текст, както и този превод, са защитени от Лиценза „Криейтив Комънс – Признание – Споделяне на споделеното“, а за съдържание, създадено преди юни 2009 година – от Лиценза за свободна документация на ГНУ. Прегледайте историята на редакциите на оригиналната страница, както и на преводната страница, за да видите списъка на съавторите. ВАЖНО: Този шаблон се отнася единствено до авторските права върху съдържанието на статията. Добавянето му не отменя изискването да се посочват конкретни източници на твърденията, които да бъдат благонадеждни. |